# Microhendersonula cestri
Microhendersonula cestri är en svampart som beskrevs av Dias & Sousa da Câmara 1952. Microhendersonula cestri ingår i släktet Microhendersonula, divisionen sporsäcksvampar och riket svampar.   Inga underarter finns listade i Catalogue of Life.